# Juan Francisco Rossel
Juan Francisco Rossel Corozo (ur. 17 marca 2005 w Santiago) – chilijski piłkarz pochodzenia ekwadorskiego występujący na pozycji skrzydłowego, od 2023 roku zawodnik Universidadu Católica.
Jego ojciec pochodzi z Chile, zaś matka z Ekwadoru.